# Namnlagen
Namnlagen var en svensk lag som reglerade svenska medborgares skyldigheter och rättigheter rörande personnamn, i betydelsen borgerligt namn. Namnlagen omfattade också nordiska medborgare bosatta i Sverige.

## Bakgrund
Lagen ersatte vid sin tillkomst en äldre namnlag (SFS 1963:521) som var den första i sitt slag. Tidigare hade namnfrågor reglerats genom förordningar. Förordningen den 5 december 1901 angående antagande av släktnamn, vanligen kallad namnlagen, kom att ändras 1919, 1920, 1921, 1922, 1931, 1946 och 1962.
Namnlagen beskrev på vilket sätt en person kan förvärva ett efternamn respektive förlora rätten till ett efternamn. För vissa efternamn, så kallade egenartade efternamn, fanns ett utökat skydd i namnlagen. I namnlagen fanns också riktlinjer för vad som inte är lämpligt att ha som namn. Det var till exempel inte tillåtet att ta ett namn som kan uppfattas som benämning på en järnvägsstation eller ett postkontor.
Namnlagen (1982:670) ändrades och uppdaterades ca 15 gånger innan den upphävdes och ersattes av ”Lag (2016:1013) om personnamn” den 1 juli 2017.